# Gonorynchus greyi
Gonorynchus greyi är en fiskart som först beskrevs av Richardson, 1845.  Gonorynchus greyi ingår i släktet Gonorynchus och familjen Gonorynchidae. Inga underarter finns listade i Catalogue of Life.